# Espagne-Roumanie en rugby à XV
Cet article retrace les rencontres entre les équipes nationales d'Espagne et de Roumanie en rugby à XV.

## Historique
Historiquement, le niveau de l'équipe nationale roumaine est nettement supérieur à celui de son homologue espagnole, avant de s'équilibrer vers la fin des années 2010.
Si ce n'est à travers leur objectif commun de se qualifier pour la Coupe du monde dans le cadre du championnat d'Europe, les deux équipes n'entretiennent pas de rivalité particulière jusqu'à ce que survienne en 2018 un incident extra-sportif,.
Les résultats du championnat d'Europe 2017-2018 déterminent les qualifiés pour la Coupe du monde 2019. Lors de la dernière journée, l'Espagne affronte la Belgique — avant-dernière avec seulement une victoire — avec un objectif simple : si elle gagne, elle est directement qualifiée pour la Coupe du monde, sinon c'est la Roumanie. À la surprise générale, elle perd à Bruxelles. L'Espagne crie alors à l'injustice : en effet, le trio arbitral de cette rencontre est roumain — de même que le président de la FIRA, organisatrice de la compétition, Octavian Morariu, qui a refusé le changement d'arbitres avant le match à la demande de l'Espagne — et l'Espagne écope sur ce match de 20 pénalités de plus que son adversaire ; l'arbitre est évacué sous escorte à la fin du match,,,. En parallèle, à la suite d'un imbroglio administratif, World Rugby disqualifie l'Espagne, la Roumanie et la Belgique pour avoir aligné des joueurs inéligibles,. Peu après cet incident, l'arbitre de la rencontre Vlad Iordachescu doit aussi diriger le match entre la Section paloise et le Stade français dans le cadre du Challenge européen, mais la fédération roumaine lui retire sa nommination par sécurité : le match se tient à 80 km de la frontière espagnole et l'un des internationaux espagnols joue à Pau.
En 2020, les joueurs espagnols et roumains se battent dans un bar de Botoșani, lors de la « troisième mi-temps » du match de championnat européen,.
Quatre ans après les événements de 2018, dans le cadre de la course à la qualification pour la Coupe du monde 2023, les animosités entre les sélections espagnole et roumaine restent élevées. Tandis que l'Espagne finit devant la Roumanie à l'issue du championnat 2021-2022 et se qualifie officiellement pour la Coupe du monde, la Roumanie dépose une plainte pour contester l'éligibilité d'un joueur espagnol. Celui-ci, d'origine étrangère, n'aurait pas passé les 36 mois d'affilée en Espagne requis pour être sélectionnable,. Même si elle regrette que les dirigeants espagnols commettent deux fois la même erreur, la presse espagnole fait état de « relations très mauvaises » avec leur « vieil ennemi ». Quelques jours plus tard, la Fédération espagnole dénonce la non-éligibilité d'un joueur roumain, dans un cas de figure similaire au précédent.

## Les confrontations
| No | Date             | Lieu                                         | Match              | Score   | Compétition                                   |
| -- | ---------------- | -------------------------------------------- | ------------------ | ------- | --------------------------------------------- |
| 1  | 1er mai 1958     | Liège Belgique                               | Espagne – Roumanie | 12 – 14 | Test match                                    |
| 2  | 14 avril 1973    | Constanța Roumanie                           | Roumanie – Espagne | 16 – 13 | Coupe européenne                              |
| 3  | 19 mai 1974      | Timișoara Roumanie                           | Roumanie – Espagne | 20 – 9  | Trophée européen                              |
| 4  | 4 mai 1975       | Madrid Espagne                               | Espagne – Roumanie | 12 – 16 | Trophée européen                              |
| 5  | 2 mai 1976       | Bucarest Roumanie                            | Roumanie – Espagne | 16 – 7  | Trophée européen                              |
| 6  | 24 avril 1977    | Barcelone Espagne                            | Espagne – Roumanie | 11 – 22 | Trophée européen                              |
| 7  | 16 avril 1978    | Bucarest Roumanie                            | Roumanie – Espagne | 76 – 3  | Trophée européen                              |
| 8  | 29 avril 1979    | Madrid Espagne                               | Espagne – Roumanie | 6 – 22  | Trophée européen                              |
| 9  | 26 avril 1981    | Barcelone Espagne                            | Espagne – Roumanie | 6 – 56  | Trophée européen                              |
| 10 | 16 décembre 1984 | Madrid Espagne                               | Espagne – Roumanie | 19 – 33 | Trophée européen                              |
| 11 | 17 avril 1988    | Focșani Roumanie                             | Roumanie – Espagne | 16 – 7  | Trophée européen                              |
| 12 | 21 mai 1989      | Valence Espagne                              | Espagne – Roumanie | 16 – 19 | Trophée européen                              |
| 13 | 3 octobre 1990   | Padoue Italie                                | Roumanie – Espagne | 19 – 6  | Trophée européen                              |
| 14 | 4 avril 1992     | Madrid Espagne                               | Espagne – Roumanie | 6 – 0   | Trophée européen                              |
| 15 | 29 mai 1993      | Bucarest Roumanie                            | Roumanie – Espagne | 33 – 15 | Trophée européen                              |
| 16 | 24 avril 1994    | Zaragoza Espagne                             | Espagne – Roumanie | 3 – 11  | Trophée européen                              |
| 17 | 19 mars 2000     | Bucarest Roumanie                            | Roumanie – Espagne | 25 – 6  | Championnat européen                          |
| 18 | 18 février 2001  | Séville Espagne                              | Espagne – Roumanie | 12 – 27 | Championnat européen                          |
| 19 | 16 février 2002  | Constanța Roumanie                           | Roumanie – Espagne | 34 – 12 | Championnat européen                          |
| 20 | 5 octobre 2002   | Iasi Roumanie                                | Roumanie – Espagne | 67 – 7  | Test match                                    |
| 21 | 9 mars 2003      | Madrid Espagne                               | Espagne – Roumanie | 6 – 31  | Championnat européen                          |
| 22 | 7 mars 2004      | Bucarest Roumanie                            | Roumanie – Espagne | 50 – 10 | Championnat européen                          |
| 23 | 14 octobre 2006  | Madrid Espagne                               | Espagne – Roumanie | 20 – 43 | Test match                                    |
| 24 | 10 mars 2007     | Bucarest Roumanie                            | Roumanie – Espagne | 50 – 14 | Championnat européen                          |
| 25 | 23 février 2008  | Madrid Espagne                               | Espagne – Roumanie | 11 – 17 | Championnat européen                          |
| 26 | 7 février 2009   | Madrid Espagne                               | Espagne – Roumanie | 10 – 19 | Championnat européen                          |
| 27 | 27 mars 2010     | Bucarest Roumanie                            | Roumanie – Espagne | 48 – 3  | Championnat européen                          |
| 28 | 19 mars 2011     | Bucarest Roumanie                            | Roumanie – Espagne | 64 – 8  | Championnat européen                          |
| 29 | 17 mars 2012     | Madrid Espagne                               | Espagne – Roumanie | 13 – 12 | Championnat européen                          |
| 30 | 23 février 2013  | Gijón Espagne                                | Espagne – Roumanie | 15 – 25 | Championnat européen                          |
| 31 | 22 février 2014  | Cluj-Napoca Roumanie                         | Roumanie – Espagne | 32 – 6  | Championnat européen                          |
| 32 | 14 février 2015  | Cluj-Napoca Roumanie                         | Roumanie – Espagne | 29 – 8  | Championnat européen                          |
| 33 | 12 juin 2015     | Bucarest Roumanie                            | Roumanie – Espagne | 35 – 9  | Coupe des nations                             |
| 34 | 13 février 2016  | Madrid Espagne                               | Espagne – Roumanie | 18 – 21 | Championnat européen                          |
| 35 | 18 février 2017  | Bucarest Roumanie                            | Roumanie – Espagne | 13 – 3  | Championnat d'Europe                          |
| 36 | 18 février 2018  | Stade national complutense, Madrid Espagne   | Espagne – Roumanie | 22 – 10 | Championnat d'Europe                          |
| 37 | 3 mars 2019      | Stade national complutense, Madrid< Espagne  | Espagne – Roumanie | 21 – 18 | Championnat d'Europe                          |
| 38 | 22 février 2020  | Stade municipal, Botoșani Roumanie           | Roumanie – Espagne | 24 – 7  | Championnat d'Europe                          |
| 39 | 20 mars 2021     | Stade de rugby de Ghencea, Bucarest Roumanie | Roumanie – Espagne | 22 – 16 | Championnat d'Europe                          |
| 40 | 27 février 2022  | Stade national complutense, Madrid Espagne   | Espagne – Roumanie | 38 – 21 | Championnat d'Europe                          |
| 41 | 19 mars 2023     | Estadio Nuevo Vivero, Badajoz Espagne        | Espagne – Roumanie | 25 – 31 | Championnat d'Europe (match pour la 3e place) |
| 42 | 17 mars 2024     | Stade Jean-Bouin, Paris France               | Roumanie – Espagne | 33 – 40 | Championnat d'Europe (match pour la 3e place) |